# Igreja particular
Uma Igreja particular, na teologia e lei canónica, é uma comunidade eclesial em plena comunhão com Roma, uma parte da Igreja Católica vista como um todo. O Código de Direito Canónico refere-se às Igrejas particulares como sendo as unidades "nas quais e das quais existe a una e única Igreja Católica". Todas estas igrejas são lideradas por membros do clero, que, em última instância, respondem todos ao Papa.
Em regra, o conceito de igreja particular emprega-se em dois tipos de igrejas católicas, as sui iuris e as circunscrições eclesiásticas.

## Igrejassui iuris
As Igrejas particulares sui iuris são todas as igrejas particulares autónomas que estão em comunhão plena com o Papa, o Sumo Pontífice da Igreja Católica.
A Igreja Católica é constituída atualmente por 24 Igrejas sui iuris, sendo a maior, a mais conhecida e numerosa a Igreja Católica de Rito Latino (Igreja Latina), ao ponto de muitas pessoas confundirem-na com a Igreja Católica, que são duas coisas diferentes. Estas 24 Igrejas professam a mesma fé e doutrina católicas, salvaguardadas na sua integridade e totalidade pelo Papa. Mas, elas possuem diferentes particularidades histórico-culturais, uma tradição teológica e litúrgica diferentes e uma estrutura hierárquica e organização territorial separadas, por isso elas possuem um certo grau de autonomia, constituída pela possessão de direito próprio.
Além da Igreja Latina, originada no Ocidente e que usa o rito litúrgico latino, existem ainda 23 Igrejas católicas orientais, que têm origem no Oriente e que usam os chamados ritos orientais. Também as Igrejas orientais agora encontram-se em todas as partes do mundo. Estas Igrejas orientais são governadas, em geral, por um hierarca (Patriarca, Arcebispo Maior, Metropolita ou outros prelados) e o seu sínodo. Porém, a autonomia destas 24 Igrejas sui iuris é limitada principalmente pelo fato de elas obedecerem ao Papa, o Sumo Pontífice e Chefe de toda a Igreja Católica, e respeitarem o direito inalienável do Papa de intervir, em casos de necessidade, no funcionamento e nas decisões delas.
Estas Igrejas autónomas são, por sua vez, constituídas por uma ou mais circunscrições eclesiásticas ou Igrejas particulares locais, sendo o modelo organizacional fundamental destas circunscrições a diocese (na Igreja Católica de Rito Latino ou  Igreja Latina) ou a eparquia (nas Igrejas Orientais). Todas estas igrejas particulares, sejam elas autónomas ou locais, são lideradas por ministros sagrados, que, em última instância, obedecem todos ao Papa.
Atualmente, a esmagadora maioria dos católicos são de rito latino. Em 2016, os católicos orientais totalizavam somente 17,8 milhões.

### Lista das Igrejassui iuris
Aqui estão algumas das Igrejas católicas sui Iuris, as respectivas tradições litúrgicas e a sua respectiva data (ou suposta data) de fundação. Esta lista baseia-se no Anuário Pontifício da Santa Sé (a edição de 2007 desta publicação anual tem ISBN 978-88-209-7908-9).
Podem-se agrupar segundo seis tradições litúrgicas, sendo cinco delas provenientes do Oriente (vulgarmente designadas por ritos orientais) e uma oriunda do Ocidente, que é a tradição latina.

#### Tradição litúrgica latina
Os ritos litúrgicos derivados da tradição latina (ocidental) são utilizados pela Igreja Católica de Rito Latino. Existem vários ritos litúrgicos ocidentais, sendo o mais utilizado o rito romano.
- Rito romano (por exceção, a forma 1962 deste rito litúrgico, chamada Missa tridentina, pode ser permitida pelo bispo diocesano ainda na sua diocese)
- Uso anglicano
- Rito ambrosiano
- Rito bracarense
- Rito galicano
- Rito moçárabe
- Rito dos Cartuxos

#### Tradição litúrgica bizantina
- Igreja Greco-Católica Ucraniana (1595)
- Igreja Greco-Católica Melquita (Sempre em comunhão com Roma, mas em comunhão exclusiva apenas em 1726)
- Igreja Católica Bizantina Grega (1829)
- Igreja Católica Bizantina Rutena (1646)
- Igreja Católica Bizantina Eslovaca (1646)
- Igreja Católica Búlgara (1861)
- Igreja Greco-Católica Croata ou Eparquia Greco-Católica de Križevci (1611)
- Igreja Greco-Católica Macedónica (1918)
- Igreja Católica Bizantina Húngara (1646)
- Igreja Greco-Católica Romena unida com Roma (1697)
- Igreja Católica Ítalo-Albanesa (esteve sempre em comunhão com a Igreja Católica)
- Igreja Católica Bizantina Russa (1905)
- Igreja Católica Bizantina Albanesa (1628)
- Igreja Católica Bizantina Bielorrussa (1596)

#### Tradição litúrgica alexandrina

##### Rito litúrgico copta
- Igreja Católica Copta (1741)

##### Rito litúrgicoGe'ez
- Igreja Católica Eritreia (2015)[10]
- Igreja Católica Etíope (1846)

#### Tradição litúrgica de Antioquia ou Siríaca Ocidental
- Igreja Maronita (união oficial reafirmado em 1182)
- Igreja Católica Siro-Malancar (1930)
- Igreja Católica Siríaca  (1781)

#### Tradição litúrgica arménia
- Igreja Católica Arménia (1742)

#### Tradição litúrgica caldeia ou Siríaca Oriental
- Igreja Católica Caldeia (1692)
- Igreja Católica Siro-Malabar (1599)

## Circuncisões eclesiásticas
As circunscrições eclesiásticas são chamadas também de Igrejas particulares locais e não têm o grau de autonomia que as Igrejas sui iuris possuem e gozam. O modelo paradigmático das circunscrições eclesiásticas é a diocese (na Igreja Latina) ou a eparquia (nas Igrejas Católicas Orientais), sendo estas subdivididas em paróquias e agrupadas em províncias eclesiásticas (que são presididas por arcebispos metropolitanos). Para além das tradicionais províncias, existe também as conferências episcopais, que apareceram no séc. XX e são geralmente constituídas por todas as dioceses de um determinado país ou grupo de países.